# Pia Johansson

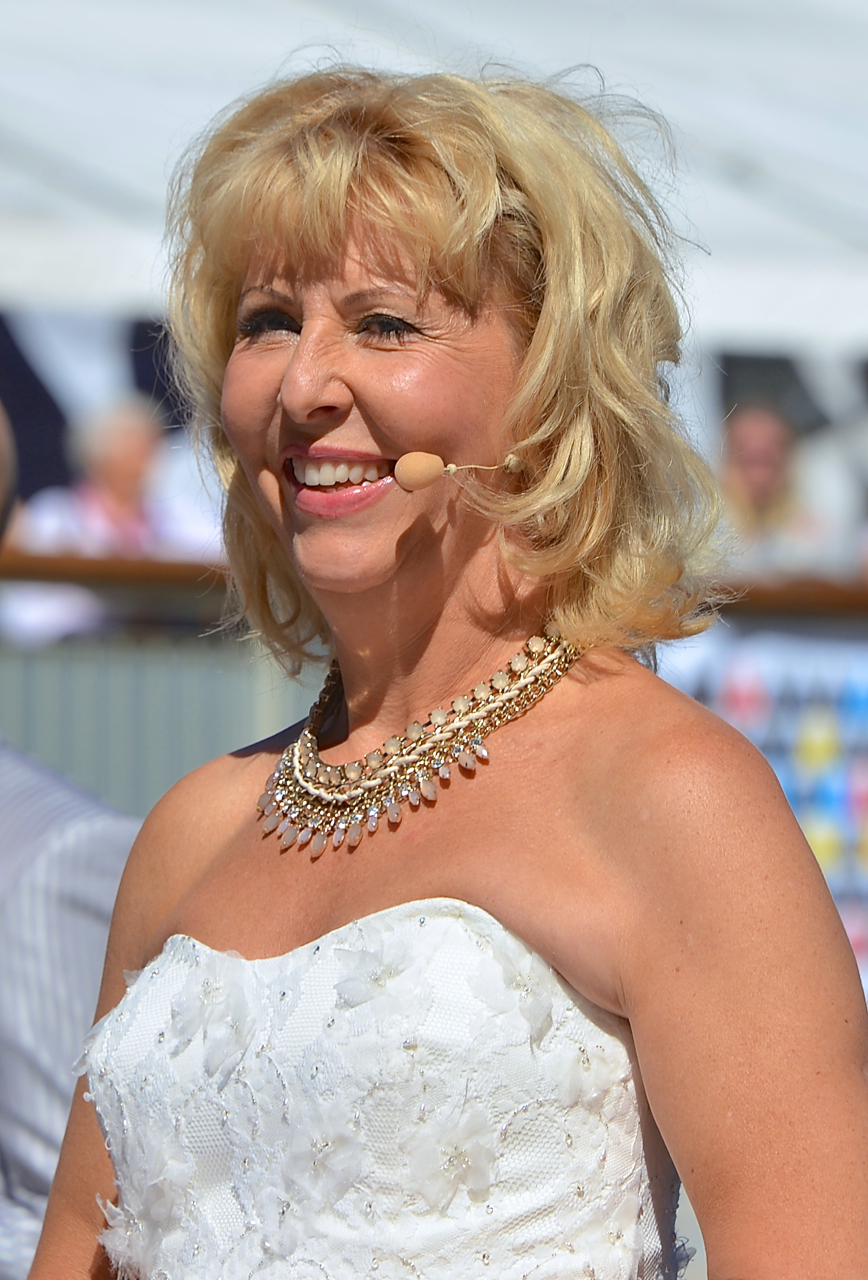
Pia Johansson som konferencier på Sergels torg under Stockholms Kulturfestival 2013.

Pia Ann-Kristin Johansson, född 16 november 1960 i Umeå stadsförsamling, Västerbottens län, är en svensk skådespelare, komiker, radio- och TV-underhållare, föreläsare och moderator.

## Biografi
Pia Johansson föddes i Umeå men flyttade till Stockholm som 16-åring. Modern var operationssköterska och fadern tungdykare men också alkoholist vilket påverkade familjen. I Stockholm blev hon barnflicka i Ålsten. Samtidigt gick hon på Jurij Ledermans Teaterverkstad och läste Stanislavskij och Brecht.
Efter det blev det folkhögskola i Burträsk och Skara Skolscen samt en fri teatergrupp i Lund. Det följdes av tre och ett halvt år på Teaterhögskolan i Stockholm med examen 1985. Som avslutning på utbildningen fick studenterna praktisera som statister i Ingmar Bergmans uppsättning av Kung Lear. Efter studierna engagerades hon vid Stockholms Stadsteaters fasta ensemble. Under åren har hon medverkat i en rad teater- och filmproduktioner.
Johansson har även varit gäst i ett flertal tv- och radioprogram, däribland Så ska det låta och radions Sommar. Hon var tillsammans med Emma Vetter hemlig gäst vid 2007 års upplaga av Orphei Drängars Caprice. Hon har också varit en av de återkommande medverkande i radioprogrammet På minuten och TV-programmet Parlamentet; hon medverkade i Parlamentet för första gången den 24 februari 2002.
Pia Johansson föreläser även regelbundet om kreativitet, retorik och kroppsspråk.
Under 2011 var hon programledare för Barn till varje pris? i SVT. I maj 2013 var hon gäst i SVT-programmet Sverige och i april 2015 var hon huvudgästen i Stjärnor hos Babben.
I augusti 2013 sade Pia Johansson upp sig från Stadsteatern i Stockholm och började frilansa. Samma år tog hon över som kommentator för matlagningsprogrammet Halv åtta hos mig i TV4 efter Helge Skoog. Våren 2014 var hon programledare för Här är ditt kylskåp som sändes på TV8.
Pia Johansson har gått mycket i olika terapier vilket har lärt henne att meditera och tycka om sig själv. Hon har också utbildat sig till intuitionsbaserad terapeut och började sin praktik 2014.
Sedan 90-talet är Pia Johansson praktiserande katolik. "Det kändes som att katolicismen var mer hardcore än svenska kyrkan. Sakramenten, bikten, det kändes rätt för mig."
Johansson tävlade i dansprogrammet Let's Dance 2016 som sänds på TV4 och slutade på en sjunde plats. Under 2022 var hon tävlande i Kanal 5:s program Alla mot alla med Filip och Fredrik tillsammans med Mark Levengood.

### Utmärkelser
Den 12 oktober 2021 delade kung Carl XVI Gustaf ut medaljen Litteris et Artibus i guld av 8:e storleken (GMleta) till Pia Johansson vid en ceremoni i Lovisa Ulrikas matsal på Kungliga slottet. Medaljen instiftades 1853 och utdelas för framstående konstnärliga insatser inom främst musik, scenisk framställning och litteratur.

## Filmografi (i urval)
- 1987 – Paganini från Saltängen (TV-serie)
- 1988 – Livsfarlig film
- 1992 – En komikers uppväxt (TV-serie)
- 1993 – Sista dansen
- 1994 – Planeten Pi (TV-serie)
- 1995 – Stannar du så springer jag
- 1995 – Snoken (TV-serie gästroll)
- 1996 – Drömprinsen filmen om EM
- 1997 – Cheek to Cheek
- 1998 – Den tatuerade änkan
- 1998 – Skärgårdsdoktorn (TV-serie gästroll)
- 1998 – Snacka om nyheter  (TV-serie)
- 1998 – Ivar Kreuger (TV-serie)
- 1999 – Vuxna människor
- 1999 – Hälsoresan – En smal film av stor vikt
- 2000 – Rederiet (TV-serie)
- 2001 – Agnes (TV-serie)
- 2001 – Känd från TV
- 2002–2008 – Parlamentet (TV-serie)
- 2004 – Lilla Jönssonligan på kollo
- 2005 – Harry Potter och den flammande bägaren (röst som Madame Maxime)
- 2006 – LasseMajas detektivbyrå (TV-serie)
- 2006 – Göta kanal 2 – kanalkampen
- 2010 – Välkommen åter (TV-serie)
- 2011 – Parlamentet (TV-serie)
- 2014–2017 – Halv åtta hos mig (TV-serie) (kommentator)
- 2014–2017 –  Parlamentet (TV-serie)
- 2016 – Fröken Frimans krig (TV-serie)
- 2017 – Bäst i test (TV-serie)
- 2017 – Småstaden (TV-serie)
- 2023 – LOL: Skrattar bäst som skrattar sist (TV-serie)
- 2025 – Åremorden (TV-serie)
- 2025 – Detektiverna (TV-serie)
- 2025 – Masked Singer (TV-serie)

## Teater

### Roller (ej komplett)
| År   | Roll                    | Produktion                                                                                     | Regi                       | Teater                                |
| ---- | ----------------------- | ---------------------------------------------------------------------------------------------- | -------------------------- | ------------------------------------- |
| 1987 | Sarah Yates             | Chang Eng Göran Tunström                                                                       | Henric Holmberg            | Stockholms stadsteater                |
| 1991 |                         | Stålar (Loot) Joe Orton                                                                        | Peter Dalle                | Intiman                               |
| 1995 |                         | Det är väl ingenting att bråka om! Iwa Boman                                                   |                            | Stockholms stadsteater                |
| 1995 | Sheila Birling          | Det är från polisen (An Inspector Calls) J.B. Priestley                                        | Benny Fredriksson          | Stockholms stadsteater                |
| 1995 | Klara                   | Rika barn leka bäst Carin Mannheimer                                                           | Lena Söderblom             | Stockholms stadsteater                |
| 1998 | Sköterska               | Linje lusta (A Streetcar Named Desire) Tennessee Williams                                      | Rickard Günther            | Stockholms stadsteater                |
| 2005 | Fru Peachum             | Tolvskillingsoperan (Die Dreigroschenoper) Bertolt Brecht och Kurt Weill                       | Lars Rudolfsson            | Stockholms stadsteater                |
| 2006 | Skådespelartruppen, Liv | En midsommarnattsdröm (A Midsummer Night's Dream) William Shakespeare                          | Alexander Mørk-Eidem       | Stockholms stadsteater                |
| 2008 | Medverkande             | Allt vi aldrig fick göra Pia Johansson och Katrin Sundberg                                     |                            | Rival                                 |
| 2010 | Desirée Armfeldt        | Sommarnattens leende (A Little Night Music) Stephen Sondheim och Hugh Wheeler                  | Tobias Theorell            | Stockholms stadsteater                |
| 2010 | Petra von Kant          | Petra von Kants bittra tårar (Die bitteren Tränen der Petra von Kant) Rainer Werner Fassbinder | Hugo Hansén                | Stockholms stadsteater                |
| 2012 | Berättaren              | Peter Pan och Wendy (Peter Pan and Wendy) J.M. Barrie i ny version av Anders Duus              | Pia Johansson              | Stockholms stadsteater                |
| 2015 | Madge Hardwick          | Top Hat Irving Berlin, Dwight Taylor och Allan Scott                                           | Sissela Kyle Hans Marklund | Malmö Opera                           |
| 2019 | Golde                   | Spelman på taket (Fiddler on the Roof) Jerry Bock, Sheldon Harnick och Joseph Stein            | Ronny Danielsson           | Kulturhuset Stadsteatern/ Dansens hus |
| 2020 | Medverkande             | Det stora teaterkalaset Calle Norlén                                                           | Sissela Kyle               | Kulturhuset Stadsteatern              |
| 2022 | Martha Brewster         | Arsenik och gamla spetsar (Arsenic and Old Lace) Joseph Kesselring                             | Philip Zandén              | Uppsala stadsteater                   |
| 2023 | Violet                  | 9 to 5 Patricia Resnick och Dolly Parton                                                       | Farnaz Arbabi              | Uppsala stadsteater                   |

### Regi (ej komplett)
| År   | Produktion                              | Upphovsmän                              | Teater                   |
| ---- | --------------------------------------- | --------------------------------------- | ------------------------ |
| 2012 | Peter Pan och Wendy Peter Pan and Wendy | J.M. Barrie i ny version av Anders Duus | Stockholms stadsteater   |
| 2013 | Sound of Mark                           | Mark Levengood                          | Kulturhuset Stadsteatern |
| 2014 | Den lycklige prinsen The happy prince   | Oscar Wilde Översättning Lotta Harding  | Kulturhuset Stadsteatern |

## Ljudboksuppläsningar (urval)
- 2006 – Den ryske vännen av Kajsa Ingemarsson

## Utmärkelser och priser
- 2008 – Expressens teaterpris
- 2011 – Stora retorikpriset.[12]
- 2021 - Medaljen Litteris et Artibus för framstående konstnärliga insatser som skådespelare[13]